# العدالة ضد رعاة الإرهاب
العدالة ضد رعاة الإرهاب (بالإنجليزية: Justice Against Sponsors of Terrorism Act)‏ أو بما يعرف باسم قانون جاستا (بالإنجليزية: JASTA)‏ ويكتب أحيانًا بوسائل الإعلام العربي جاستا بنفس لفظ المختصر الإنجليزي. وهو مشروع قانون معلق في كونغرس الولايات المتحدة يضيق المفهوم القانوني للحصانة السيادية عبر تعديل قانون حصانات السيادة الأجنبية [الإنجليزية] وقانون مكافحة الإرهاب [الإنجليزية]. مشروع القانون مرر من قبل مجلس الشيوخ بلا أي معارضة في مايو 2016، وفي سبتمبر 2016 مرر كذلك بالإجماع من مجلس النواب. القانون لا يذكر هجمات 11 أيلول / سبتمبر أو المملكة العربية السعودية، إلا أنه سيسمح ضمنيًا بإجراء دعاوى قضائية ضد المملكة من قبل الضحايا وأسرهم.

## الكونجرس بين الداعمين والمعارضين
طُرح المشروع لأول مرة في ديسمبر 2009، وأعيد مرةً أخرى لطاولة النقاش في مجلس الشيوخ في 16 سبتمبر 2015، ثم أُقر من مجلس الشيوخ في 17 مايو 2016.

### الداعمين في مجلس الشيوخ
جون كورنين، الجمهوري من ولاية تكساس وتشاك شومر، ديمقراطي من نيويورك من الداعمين الرئيسيين لهذا القانون في مجلس الشيوخ.

### الداعمين في مجلس النواب
القانون تدعمه أكثر من 50 جهة ومن مؤيديه في مجلس النواب بيتير كينج جمهوري من نيويورك، وجيرولد نادلير، ديمقراطي من نيويورك.

### البيت الأبيض والقانون
قال السكرتير الصحفي للبيت الأبيض جوش ارنست قبل فترة وجيزة من تصويت مجلس الشيوخ على التشريع أن البيت الأبيض قلق من أن قانون جاستا يمكن أن يضع الولايات المتحدة ودافعي الضرائب والدبلوماسيين في خطر كبير إذا ما أقر قانون مماثل في بلدان أخرى.

### التصويت في مجلس النواب
صودق على مشروع القانون بالموافقة بالإجماع في 12 سبتمبر 2016، في مجلس النواب. وفي نفس اليوم تم تمريره. بعدها قال جوش ارنست أن الرئيس أوباما من المحتمل جدا أن يستخدم حق النقض،  وهو ما فعله في 23 سبتمبر 2016. إلا أنه من الممكن أن ينقض نقض الرئيس إذا وافق ثلثي المصوتين فقد قال ريتشارد بلومينثال أنه سيتم كسر فيتو الرئيس على قانون مقاضاة السعودية بسرعة وسهولة.

### التصويت على نقض النقض في مجلس الشيوخ
رجع ريتشارد بلومينثال فقال المبدأ واضح، إذا كانت الحكومة السعودية غير ضالعة في الهجوم فيجب الا تخشى القانون. وثنى بعده عضو اللجنة المالية جون كرونلينفقال بأن القانون لا يذكر دولة بعينها وهذا لا يعني قطع علاقتنا مع أي دولة بل احترام اصوات الضحايا.

## نتيجة التصويت
أبطل مجلس الشيوخ الأمريكي في سابقة تاريخية «فيتو» الرئيس الأمريكي باراك أوباما، لتشريع قانون «العدالة ضد رعاة الإرهاب» وذلك في 28 سبتمبر 2016.

## التأثير على العلاقات الأمريكية السعودية
مشروع القانون أثار توترات مع المملكة العربية السعودية. عندما قدم، الحكومة السعودية هددت بيع ما يصل إلى 750 مليار دولار في سندات الخزينة الأمريكية للأوراق المالية وغيرها من الأصول إذا تم تمرير مشروع القانون. عدد من المستقلين المحللين الاقتصاديين كما في«نيويورك تايمز» قالت أن المملكة العربية السعودية من غير المرجح أن تفعل مثل هذه التهديدات «، معتبرا أن مثل هذا البيع سيكون من الصعب تنفيذ وفي نهاية المطاف سيشل اقتصاد المملكة.»

## انظرأيضًا
- الدور المزعوم للسعودية في هجمات 11 سبتمبر

## وصلات خارجية
- رابط لمرشوع القانون من موقع الكونجرس الأمريكي.
- Text of the Act
- House Debate on September 11 Lawsuits على C-SPAN